# 旭町 (臺北市)
旭町為臺灣日治時期臺北市之行政區，位於臺北城南門外龍匣口地區東北角，三板橋東門町之南。旭町多位於城市東方，有旭日東升之意。戰後劃入古亭區，今臺北市中正區信義路一段、中山南路、林森南路、杭州南路一段、愛國東路之一部均在町內。轄域約當今中正紀念堂。

## 町內設施
- 山砲隊
- 台灣步兵第一聯隊
- 守備隊司令部